# Période de révolution
Pour les articles homonymes, voir Révolution (homonymie).
La révolution ou mouvement de révolution est, en mécanique céleste, un mouvement de translation périodique, circulaire ou elliptique.
La période de révolution, aussi appelée période orbitale, est la durée mise par un astre pour accomplir une révolution complète autour d’un autre astre (par exemple une planète autour du Soleil ou un satellite autour d’une planète).
Cette période correspond à la durée mise par l'astre concerné pour revenir au même point par rapport à un point donné, ce dernier pouvant être une étoile fixe (période de révolution sidérale), le point équinoxial… Le temps nécessaire pour revenir au-dessus d'un même point est quant à lui appelé période de revisite.

## Types
La période de révolution peut être estimée par rapport à plusieurs références.
- Si cette période est mesurée par rapport au Soleil telle qu'observée sur Terre, on parle de période synodique : c'est la période orbitale apparente de l'objet autour du Soleil.
- Si elle est mesurée par rapport aux étoiles, on parle de période sidérale. Cette dernière est considérée comme la période de révolution réelle de l'objet.
- Si l'on mesure la durée entre deux passages de l'objet à son périastre, on a alors la période anomalistique. Selon que l'objet est en précession ou en récession, cette période sera plus courte ou plus longue que la période sidérale.
- Si l'on considère la durée entre deux passages de l'objet à son nœud ascendant ou descendant, on a alors la période draconitique. Cette dernière dépend des précessions des deux plans impliqués : le plan de l'orbite de l'objet et le plan de référence, généralement l'écliptique.
- Enfin, si l'on détermine la durée entre deux passages de l'objet à l'ascension droite zéro, on a la période tropique. À cause de la précession des équinoxes, cette période est légèrement et systématiquement plus courte que la période sidérale.

## Expression de la période orbitale

### Systèmes de deux corps
Dans un système de deux corps, tous deux orbitent autour du centre de masse du système. La période orbitale {\displaystyle P} est donnée par la formule :
{\displaystyle P=2\pi {\sqrt {\frac {a^{3}}{G\left(M_{1}+M_{2}\right)}}}}
où :
- {\displaystyle a} (unité SI : m) est la somme des demi-grands axes des ellipses sur lesquelles le centre des corps se déplacent ou, de façon équivalente, le demi-grand axe de l'ellipse sur laquelle un des corps se déplace dans le repère ayant comme origine l'autre corps (qui est égal à leur distance pour des orbites circulaires) ;
- {\displaystyle G} (N m2 kg−2) est la constante gravitationnelle ;
- {\displaystyle M_{1}} et {\displaystyle M_{2}} (kg) sont les masses des deux corps.

### Cas d'un corps orbitant de masse négligeable
Dans la plupart des cas, un ou plusieurs corps sont de masse très petite en comparaison d'un autre corps, et l'on peut considérer que chaque petit corps tourne autour du centre de masse du corps le plus massif. Alors, et en se plaçant dans l'approximation galiléenne (non relativiste), la période orbitale {\displaystyle P} d'un petit corps est :
{\displaystyle P=2\pi {\sqrt {\frac {a^{3}}{GM}}}}
où :
- {\displaystyle a} (unité SI : m) est la longueur du demi-grand axe de l'orbite ;
- {\displaystyle G} (N m2 kg−2) est la constante gravitationnelle ;
- {\displaystyle M} (kg) est la masse de l'objet central.

## Périodes de révolution sidérale des principaux corps du Système solaire

Diagramme log-log de la période (P) par rapport au demi-grand axe (a). La pente de 3/2 montre que P ∝ a3/2.

### Planètes
- Mercure : ~ 87,969 256 jours[2](~88 jours~)
- Vénus : ~ 224,699 705 6 jours[2](~225 jours~)
- Terre : ~ 365,256 363 051 jours[2] (1 année)
- Mars : ~ 686,979 852 jours[2] (~ 1 année +321 jours~)
- Jupiter : ~ 4 332,589 jours[2] (~ 11 années +315 jours)
- Saturne : ~ 10 759,23 jours[2] (~ 29 années + 167 jours~)
- Uranus : ~ 30 685,4 jours[2] (~ 84 années)
- Neptune : ~ 60 266 jours[2] (~ 164 années + 280 jours )

### Planètes naines et candidates
- Cérès : ~ 1 680 jours (~ 4,6 années)
- Pluton : ~ 90 588 jours[2] (~ 249 années) (relégation en 2006 au rang de planète naine)
- Sedna : ~ 4 313 319 jours (~ 11 809 années)
- Makémaké : ~ 112 000 jours (~ 308 années)
- Éris : ~ 203 450 jours (~ 557 années)

### Périodes de révolution en nombres de rotations
Le tableau ci-dessous donne la durée d'une révolution autour du Soleil (d'une année) en nombre de rotations de l'astre (nombre de "jours" sur l'astre en question).
On notera que l'année terrestre correspond à 366,256 rotations et non 365,256 (année sidérale), car la durée d'un jour solaire correspond à un peu plus d'une rotation. En effet, pour que le Soleil revienne au méridien local (c'est-à-dire pour qu'un jour solaire soit écoulé), il faut que la Terre fasse un peu plus d'une rotation, car pendant ce temps, elle a tourné autour du Soleil, et celui-ci n'est plus dans la même direction par rapport à elle.
| Astre    | Période de rotation (en jours terrestres) | Période de révolution (en jours terrestres) | Période de révolution (en nombre de rotations) |
| -------- | ----------------------------------------- | ------------------------------------------- | ---------------------------------------------- |
| Mercure  | 58,65 jours                               | 87,96 jours                                 | 1,499 rotations                                |
| Vénus    | 243,01 jours                              | 224,69 jours                                | 0,924 rotation                                 |
| Terre    | 23,934 heures                             | 365,256 jours                               | 366,256 rotations                              |
| Mars     | 24,630 heures                             | 686,97 jours                                | 669,407 rotations                              |
| Jupiter  | 9,841 heures                              | 4 332,589 jours                             | 10 566,21 rotations                            |
| Saturne  | 10,233 heures                             | 10 759,23 jours                             | 25 234,19 rotations                            |
| Uranus   | 17,9 heures                               | 30 685,4 jours                              | 41 142,43 rotations                            |
| Neptune  | 16,11 heures                              | 60 216,8 jours                              | 89 708,45 rotations                            |
| Cérès    | 9,07 heures                               | 1 680 jours                                 | 4 445,42 rotations                             |
| Pluton   | 6,387 jours                               | 90 588 jours                                | 14 183,18 rotations                            |
| Sedna    | 10,273 heures                             | 4 313 319 jours                             | 10 078 867 rotations                           |
| Makémaké | 22,83 heures                              | 112 000 jours                               | 117 739,81 rotations                           |
| Éris     | 25,9 heures                               | 203 450 jours                               | 188 525,09 rotations                           |

## Périodes de révolution d'exoplanètes
- NGTS-1b : 2,647298 ± 0,000020 jours terrestres
- NGTS-10b (it) : 0,7668944 ± 0,0000003 jours terrestres (~ 18 heures)

## Rotation synchrone
La rotation synchrone est, en mécanique céleste, la situation dans laquelle la période de rotation du corps est égale à sa période de révolution autour d'un autre.
C'est notamment le cas de la Lune, qui présente toujours la même face à la Terre. C'est aussi le cas de Charon (qui présente toujours la même face à Pluton), avec cette particularité que la rotation de Pluton est également synchrone avec sa révolution autour du centre de masse du système Pluton-Charon (Pluton présente donc aussi toujours la même face à Charon).